# Lagnicourt-Marcel
Lagnicourt-Marcel är en kommun i departementet Pas-de-Calais i regionen Hauts-de-France i norra Frankrike. Kommunen ligger i kantonen Marquion som tillhör arrondissementet Arras. År 2022 hade Lagnicourt-Marcel 309 invånare.

## Befolkningsutveckling
Antalet invånare i kommunen Lagnicourt-Marcel
| Referens: INSEE |